# Phuduhudu
Phuduhudu est une ville du Botswana.